# Mayrornis versicolor
Mayrornis versicolor é uma espécie de ave da família Monarchidae.
É endémica de Fiji.
Os seus habitats naturais são: florestas subtropicais ou tropicais húmidas de baixa altitude.